# TJ Sokol Újezdec-Těšov
Tělovýchovná jednota Sokol Újezdec-Těšov je uherskobrodský fotbalový klub, který byl založen v roce 1949 a navazuje na tradice klubů SK Újezdec u Luhačovic a SK Těšov. Klubovými barvami jsou červená a bílá. Od sezony 2018/19 nastupuje v I. A třídě Zlínského kraje – sk. B (6. nejvyšší soutěž).
Největším úspěchem klubu je účast v 9 ročnících nejvyšší krajské/župní soutěže (1983–1985 a 1991–1998).
Svoje domácí zápasy hraje na stadionu TJ Sokol Újezdec-Těšov – „Na rybníku“, jehož maximální kapacita je 2 500 míst.

## Historické názvy
Zdroj: 
- 1949 – JTO Sokol Újezdec-Těšov (Jednotná tělovýchovná organisace Sokol Újezdec-Těšov)
- 1953 – DSO Sokol Újezdec-Těšov (Dobrovolná sportovní organisace Sokol Újezdec-Těšov)
- 1957 – TJ Sokol Újezdec-Těšov (Tělovýchovná jednota Sokol Újezdec-Těšov)
- 2016 – TJ Sokol Újezdec-Těšov, z.s. (Tělovýchovná jednota Sokol Újezdec-Těšov, zapsaný spolek)

## Stručná historie klubu
Společný fotbalový klub Újezdce a Těšova byl založen v roce 1949. V sezoně 1960/61 postoupilo A-mužstvo do okresního přeboru, kde setrvalo deset sezon. V ročníku 1970/71 se A-mužstvo stalo okresním přeborníkem a poprvé v historii postoupilo do krajských soutěží.
Na jaře 1979 sledovalo domácí zápas s Vlčnovem 1 200 platících diváků, což je rekordní návštěva na soutěžním utkání v Újezdci-Těšově.
Po vítězství v jedné ze skupin I. B třídy Jihomoravského kraje v sezoně 1980/81 se probojoval do I. A třídy. Po sezoně 1982/83 došlo k reorganizaci krajských soutěží, která Újezdec-Těšov vynesla mezi nejlepší mužstva Jihomoravského kraje. V nejvyšší soutěži Jihomoravského kraje působil v ročnících 1983/84 a 1984/85, v nejvyšší soutěži Středomoravské župy startoval v sezonách 1991/92, 1992/93, 1993/94, 1994/95, 1995/96, 1996/97 a 1997/98.
V Újezdci-Těšově začínali mj. bývalí prvoligoví fotbalisté Jiří Studeník, Bronislav Červenka a Jan Jelínek. V letech 2012–2016 zde trénoval Miroslav Polášek.

## Zázemí klubu
Fotbalové hřiště bylo dobudováno v roce 1950 a slavnostně otevřeno zápasem se Sokolem Nivnice. Roku 1960 přibyly zděné šatny a začalo postupné rozšiřování sportovního areálu. V roce 1989 došlo k zatravnění hřiště a slavnostní otevření nové hrací plochy obstaral zápas domácího účastníka I. A třídy s prvoligovou Slavií Praha s výsledkem 1:8 (poločas 0:3). Toto utkání sledoval rekordní počet 2 500 diváků. Branku domácích vstřelil Kalina z pokutového kopu, za hosty skórovali Řehák (kapitán mužstva), Žák, Kuka, Feřtek, Klusáček, Urban, Zákostelský a Zálešák. Za domácí nastoupil mj. Jiří Studeník.
V 90. letech byl získán pozemek pro tréninkové hřiště se škvárovým povrchem. V roce 2000 bylo zatravněno i toto hřiště. Od roku 2007 má klub k dispozici automatický zavlažovací systém pro obě hrací plochy.

## Umístění v jednotlivých sezonách
Legenda: Z – zápasy, V – výhry, R – remízy, P – porážky, VG – vstřelené góly, OG – obdržené góly, +/− – rozdíl skóre, B – body, červené podbarvení – sestup, zelené podbarvení – postup, fialové podbarvení – reorganizace, změna skupiny či soutěže
| Československo (1955 – 1993) |                                              |        |    |    |       |    |    |     |     |    |        |
| Sezóny                       | Liga                                         | Úroveň | Z  | V  | R     | P  | VG | OG  | +/− | B  | Pozice |
| 1955                         | Okresní přebor Uherskobrodska                | 6      | 22 | 6  | 2     | 14 | 51 | 63  | −12 | 14 | 11.    |
| ...                          |                                              |        |    |    |       |    |    |     |     |    |        |
| 1970/71                      | Okresní přebor Uherskohradišťska             | 8      | 26 | …  | …     | …  | …  | …   | …   |    | 1.     |
| 1971/72                      | I. B třída Středomoravské župy – sk. D       | 7      | 22 | 10 | 1     | 11 | 51 | 48  | +3  | 21 | 6.     |
| 1972/73                      | I. B třída Jihomoravského kraje – sk. F      | 7      | 26 | 12 | 4     | 10 | 52 | 52  | 0   | 28 | 6.     |
| 1973/74                      | I. B třída Jihomoravského kraje – sk. F      | 7      | 26 | 6  | 8     | 12 | 39 | 50  | −11 | 20 | 13.    |
| 1974/75                      | Okresní přebor Uherskohradišťska             | 8      | 26 | 20 | 1     | 5  | 73 | 37  | +36 | 41 | 1.     |
| 1975/76                      | I. B třída Jihomoravského kraje – sk. F      | 7      | 26 | 14 | 4     | 8  | 57 | 30  | +27 | 32 | 3.     |
| 1976/77                      | I. B třída Jihomoravského kraje – sk. F      | 7      | 26 | 11 | 6     | 9  | 40 | 45  | −5  | 28 | 6.     |
| 1977/78                      | I. B třída Jihomoravského kraje – sk. F      | 6      | 26 | 12 | 3     | 11 | 50 | 44  | +6  | 27 | 5.     |
| 1978/79                      | I. B třída Jihomoravského kraje – sk. F      | 6      | 25 | 12 | 4     | 9  | 41 | 41  | 0   | 28 | 6.     |
| 1979/80                      | I. B třída Jihomoravského kraje – sk. D      | 6      | 30 | 15 | 10    | 5  | 61 | 28  | +33 | 40 | 2.     |
| 1980/81                      | I. B třída Jihomoravského kraje – sk. D      | 6      | 30 | 19 | 7     | 4  | 66 | 29  | +37 | 45 | 1.     |
| 1981/82                      | I. A třída Jihomoravského kraje – sk. B      | 6      | 29 | 12 | 5     | 12 | 42 | 42  | 0   | 29 | 7.     |
| 1982/83                      | I. A třída Jihomoravského kraje – sk. B      | 6      | 30 | 14 | 7     | 9  | 54 | 42  | +12 | 35 | 6.     |
| 1983/84                      | Jihomoravský krajský přebor – sk. B          | 5      | 24 | 6  | 10    | 8  | 30 | 39  | −9  | 22 | 10.    |
| 1984/85                      | Jihomoravský krajský přebor – sk. B          | 5      | 26 | 10 | 1     | 15 | 34 | 51  | −17 | 21 | 14.    |
| 1985/86                      | Jihomoravská krajská soutěž I. třídy – sk. F | 6      | 26 | 15 | 5     | 6  | 51 | 24  | +27 | 35 | 2.     |
| 1986/87                      | I. A třída Jihomoravského kraje – sk. B      | 6      | 26 | 9  | 8     | 9  | 44 | 43  | +1  | 26 | 6.     |
| 1987/88                      | I. A třída Jihomoravského kraje – sk. B      | 6      | 26 | 10 | 7     | 9  | 33 | 33  | 0   | 27 | 7.     |
| 1988/89                      | I. A třída Jihomoravského kraje – sk. B      | 6      | 26 | 11 | 4     | 11 | 35 | 43  | −8  | 26 | 7.     |
| 1989/90                      | I. A třída Jihomoravského kraje – sk. B      | 6      | 26 | …  | …     | …  | …  | …   | …   |    |        |
| 1990/91                      | I. A třída Jihomoravského kraje – sk. B      | 6      | 26 | …  | …     | …  | …  | …   | …   | 24 | 9.     |
| 1991/92                      | Středomoravský župní přebor                  | 5      | 26 | 11 | 2     | 13 | 44 | 46  | −2  | 24 | 9.     |
| 1992/93                      | Středomoravský župní přebor                  | 5      | 26 | 7  | 5     | 14 | 33 | 52  | −19 | 19 | 11.    |
| Česko (1993 – )              |                                              |        |    |    |       |    |    |     |     |    |        |
| Sezóny                       | Liga                                         | Úroveň | Z  | V  | R     | P  | VG | OG  | +/− | B  | Pozice |
| 1993/94                      | Středomoravský župní přebor                  | 5      | 30 | 10 | 3     | 17 | 47 | 75  | −28 | 23 | 13.    |
| 1994/95                      | Středomoravský župní přebor                  | 5      | 30 | 8  | 6     | 16 | 30 | 59  | −29 | 30 | 13.    |
| 1995/96                      | Středomoravský župní přebor                  | 5      | 30 | 4  | 9     | 17 | 42 | 65  | −23 | 21 | 15.    |
| 1996/97                      | Středomoravský župní přebor                  | 5      | 30 | 10 | 6     | 14 | 35 | 42  | −7  | 36 | 10.    |
| 1997/98                      | Středomoravský župní přebor                  | 5      | 30 | 4  | 0     | 26 | 24 | 107 | −83 | 12 | 16.    |
| 1998/99                      | I. A třída Středomoravské župy – sk. B       | 6      | 26 | 9  | 6     | 11 | 39 | 42  | −3  | 33 | 9.     |
| 1999/00                      | I. A třída Středomoravské župy – sk. B       | 6      | 26 | …  | …     | …  | …  | …   | …   |    |        |
| 2000/01                      | I. A třída Středomoravské župy – sk. B       | 6      | 26 | 8  | 4     | 14 | 43 | 58  | −15 | 28 | 13.    |
| 2001/02                      | I. A třída Středomoravské župy – sk. B       | 6      | 26 | 8  | 5     | 13 | 36 | 43  | −7  | 29 | 13.    |
| 2002/03                      | I. A třída Zlínského kraje – sk. B           | 6      | 26 | …  | …     | …  | …  | …   | …   |    |        |
| 2003/04                      | I. B třída Zlínského kraje – sk. C           | 7      | 26 | 11 | 6     | 9  | 51 | 51  | 0   | 39 | 3.     |
| 2004/05                      | I. B třída Zlínského kraje – sk. C           | 7      | 26 | 11 | 8     | 7  | 68 | 42  | +26 | 41 | 4.     |
| 2005/06                      | I. B třída Zlínského kraje – sk. C           | 7      | 26 | 16 | 6     | 4  | 74 | 40  | +34 | 54 | 1.     |
| 2006/07                      | I. A třída Zlínského kraje – sk. B           | 6      | 26 | 13 | 4     | 9  | 54 | 39  | +15 | 43 | 4.     |
| 2007/08                      | I. A třída Zlínského kraje – sk. B           | 6      | 26 | 14 | 4     | 8  | 41 | 32  | +9  | 46 | 4.     |
| 2008/09                      | I. A třída Zlínského kraje – sk. B           | 6      | 26 | 7  | 9     | 10 | 45 | 49  | −4  | 30 | 10.    |
| 2009/10                      | I. A třída Zlínského kraje – sk. B           | 6      | 26 | 9  | 6     | 11 | 39 | 44  | −5  | 33 | 7.     |
| 2010/11                      | I. A třída Zlínského kraje – sk. B           | 6      | 24 | 9  | 6     | 9  | 41 | 42  | −1  | 33 | 6.     |
| 2011/12                      | I. A třída Zlínského kraje – sk. B           | 6      | 26 | 8  | 8     | 10 | 65 | 72  | −7  | 32 | 9.     |
| 2012/13                      | I. A třída Zlínského kraje – sk. B           | 6      | 24 | 16 | 3     | 5  | 52 | 31  | +21 | 51 | 1.     |
| 2013/14                      | I. A třída Zlínského kraje – sk. B           | 6      | 26 | 8  | 8     | 10 | 48 | 54  | −6  | 32 | 9.     |
| 2014/15                      | I. A třída Zlínského kraje – sk. B           | 6      | 26 | 17 | 2 / 4 | 3  | 78 | 25  | +53 | 59 | 10.    |
| 2015/16                      | I. A třída Zlínského kraje – sk. B           | 6      | 26 | 14 | 1 / 2 | 9  | 46 | 42  | +4  | 46 | 6.     |
| 2016/17                      | I. A třída Zlínského kraje – sk. B           | 6      | 26 | 9  | 0 / 1 | 16 | 36 | 61  | −25 | 28 | 13.    |
| 2017/18                      | I. B třída Zlínského kraje – sk. C           | 7      | 26 | 14 | 1 / 0 | 11 | 58 | 44  | +14 | 44 | 4.     |
| 2018/19                      | I. A třída Zlínského kraje – sk. B           | 6      | 26 | 6  | 2 / 4 | 14 | 37 | 73  | −36 | 26 | 13.    |
| 2019/20                      | I. A třída Zlínského kraje – sk. B           | 6      | 13 | 6  | 0 / 4 | 3  | 33 | 24  | +9  | 22 | 5.     |
| 2020/21                      | I. A třída Zlínského kraje – sk. B           | 6      | 9  | 4  | 1 / 0 | 4  | 24 | 21  | +3  | 14 | 5.     |
| 2021/22                      | I. A třída Zlínského kraje – sk. B           | 6      | 26 | 7  | 5     | 14 | 43 | 69  | −26 | 26 | 11.    |
| 2022/23                      | I. A třída Zlínského kraje – sk. B           | 6      | 26 | 7  | 6     | 13 | 39 | 58  | −19 | 27 | 12.    |
| 2023/24                      | I. A třída Zlínského kraje – sk. B           | 6      | 26 | 9  | 4     | 13 | 37 | 62  | −25 | 31 | 9.     |
| 2024/25                      | I. A třída Zlínského kraje – sk. B           | 6      | 26 | 8  | 6     | 12 | 40 | 55  | −15 | 30 | 10.    |

Poznámky:
- 1978/79: Chybí výsledek zápasu s VTJ Uherské Hradiště, který se hrál 23. června 1979 v Uherském Hradišti.[16]
- 1981/82: Chybí výsledek posledního zápasu.[20] TJ Sokol Újezdec-Těšov skončil v tabulce nakonec osmý.[1]
- 2014/15: Od sezony 2014/15 do sezony 2020/21 se v soutěžích Zlínského KFS hrálo tímto způsobem: Pokud zápas skončil nerozhodně, kopal se penaltový rozstřel. Jeho vítěz bral 2 body, poražený pak jeden bod. Za výhru po 90 minutách byly 3 body, za prohru po 90 minutách nebyl žádný bod.
- 2019/20: Z důvodu pandemie covidu-19 v Česku byl tento ročník z rozhodnutí FAČR ukončen po třinácti odehraných kolech.[31]
- 2020/21: Z důvodu pandemie covidu-19 v Česku byl tento ročník z rozhodnutí FAČR ukončen po devíti odehraných kolech.